# 825

## Narození
- Ono no Komači, japonská básnířka

## Hlavy státu
- Papež – Evžen II.
- Anglie
  - Wessex a Kent – Egbert
  - Essex – Sigered
  - Mercie – Beornwulf
- Franská říše – Ludvík I. Pobožný + Lothar I. Franský
- První bulharská říše – Omurtag
- Byzanc – Michael II.
- Svatá říše římská – Ludvík I. Pobožný + Lothar I. Franský